# Dyskografia Ala Bano
Dyskografia Al Bano – solowy dorobek fonograficzny włoskiego piosenkarza Al Bano.

## Al Bano

### Albumy studyjne
| Al Bano                                                    | - Wydany: 21 marca 1967 - Wytwórnia: La Voce del Padrone / EMI - Format: LP, kaseta    | – | – | – | – |  |
| Il ragazzo che sorride                                     | - Wydany: 27 września 1968 - Wytwórnia: La Voce del Padrone / EMI - Format: LP, Kaseta | – | – | – | – |  |
| Pensando a te                                              | - Wydany: 1969 - Wytwórnia: La Voce del Padrone / EMI - Format LP, Kaseta              | – | – | – | – |  |
| A cavallo di due stilli                                    | - Wydany: 5 listopada 1970 - Wytwórnia: La Voce del Padrone / EMI - Format: LP, kaseta | – | – | – | – |  |
| 1972                                                       | - Wydany: 1971 - Wytwórnia: La Voce del Padrone / EMI - Format: LP, kaseta             | – | – | – | – |  |
| Antologia                                                  | - Wydany: 1974 - Wytwórnia: EMI Italiana S.p.A - Format: LP, kaseta                    | – | – | – | – |  |
| Concerto classico                                          | - Wydany: 11 października 1997 - Wytwórnia: WEA - Format: CD, kaseta                   | – | – | 1 | – |  |
| „–” oznacza, że album nie zajął żadnego miejsca na listach |                                                                                        |   |   |   |   |  |

### Single
W języku włoskim
| 1965                                                       | „La strada”                                  | –  | –                       |
| 1966                                                       | „Quando il sole chiudi gli occhi”            | –  | –                       |
| 1966                                                       | „Io di notte”                                | –  | Al Bano                 |
| 1967                                                       | „Nel sole”                                   | 1  | Al Bano                 |
| 1967                                                       | „L'oro del mondo”                            | 15 | Al Bano                 |
| 1968                                                       | „La siepe”                                   | 12 | Il ragazzo che sorride  |
| 1968                                                       | „Il ragazzo che sorride”                     | 5  | Il ragazzo che sorride  |
| 1968                                                       | „Mattino”                                    | 3  | Il ragazzo che sorride  |
| 1969                                                       | „Pensando a te”                              | 1  | Pensando a te           |
| 1969                                                       | „Bianco Natale”                              | –  | Pensando a te           |
| 1969                                                       | „Mezzanotte d’amore”                         | 6  | –                       |
| 1970                                                       | „Storia di due innamorati”                   | 6  | A cavallo di due stilli |
| 1970                                                       | „Il suo volto, il suo sorriso”               | 17 | A cavallo di due stilli |
| 1970                                                       | „Ave Maria”                                  | –  | A cavallo di due stilli |
| 1970                                                       | „Core 'ngrato”                               | –  | A cavallo di due stilli |
| 1970                                                       | „Na sera 'e Maggio”                          | –  | A cavallo di due stilli |
| 1970                                                       | „’O sole mio”                                | –  | A cavallo di due stilli |
| 1971                                                       | „13' storia d'oggi”                          | 6  | 1972                    |
| 1971                                                       | „E il sole dorme tra le braccia delle notte” | 19 | 1972                    |
| 1971                                                       | „Mamma Rossa”                                | –  | 1972                    |
| 1971                                                       | „La casa dell'amore”                         | –  | 1972                    |
| 1972                                                       | „Nel mondo pulito dei Fiori”                 | –  | –                       |
| 1973                                                       | „Storia di noi due”                          | –  | Antologia               |
| 1973                                                       | „In controluce”                              | –  | Antologia               |
| 1973                                                       | „La canzone di Maria”                        | 30 | Antologia               |
| 1974                                                       | „Addio alla madre”                           | –  | Antologia               |
| 1974                                                       | „Angelo di Strada”                           | –  | Antologia               |
| „–” oznacza, że album nie zajął żadnego miejsca na listach |                                              |    |                         |

## Al Bano & Romina Power

### Single
W języku włoskim
| 1975                                                       | „Dialogo”                      | 7  | –  | – | –  | –  | –  | –  | Dialogo                       |
| 1975                                                       | „Paolino maialino”             | –  | –  | – | –  | –  | –  | –  | Dialogo                       |
| 1975                                                       | „Il Pianto degli Ulivi”        | –  | –  | – | –  | –  | –  | –  | Dialogo                       |
| 1976                                                       | „Non Due”                      | –  | –  | – | –  | –  | –  | –  | 1978                          |
| 1976                                                       | „We’ll Live It All Again”      | –  | –  | – | –  | –  | –  | –  | 1978                          |
| 1977                                                       | „Prima notte d’amore”          | –  | –  | – | –  | –  | –  | –  | 1978                          |
| 1979                                                       | „Aria Pura”                    | –  | –  | – | –  | –  | –  | –  | Aria pura                     |
| 1979                                                       | „Granada Dream”                | –  | –  | – | –  | –  | –  | –  | Aria pura                     |
| 1979                                                       | „U.S. America”                 | –  | –  | – | –  | –  | –  | –  | Aria pura                     |
| 1981                                                       | „Sharazan”                     | 2  | –  | 1 | 7  | 15 | –  | 14 | Felicità                      |
| 1981                                                       | „Il Ballo del Qua Qua”         | 1  | –  | – | –  | –  | –  | –  | Felicità                      |
| 1982                                                       | „Felicità"                     | 1  | 2  | 3 | 6  | 18 | 6  | 7  | Felicità                      |
| 1982                                                       | „Che angelo sei”               | –  | –  | – | 34 | –  | –  | –  | Che angelo sei                |
| 1982                                                       | „Tu Soltanto Tu”               | 14 | 40 | 5 | –  | –  | 16 | –  | Che angelo sei                |
| 1984                                                       | „Ci sarà”                      | 1  | –  | 7 | 51 | –  | 13 | –  | Effetto amore                 |
| 1984                                                       | „Al ritmo di Beguine (Ti amo)” | –  | –  | – | –  | –  | –  | –  | Effetto amore                 |
| 1984                                                       | „Canzone blu”                  | –  | –  | – | 54 | –  | –  | –  | Effetto amore                 |
| 1985                                                       | „Magic Oh Magic”               | –  | –  | – | –  | –  | –  | –  | Effetto amore                 |
| 1986                                                       | „Sempre sempre”                | 47 | –  | 3 | 33 | –  | –  | –  | Sempre sempre                 |
| 1987                                                       | „Nostalgia Canaglia”           | 7  | –  | – | –  | –  | –  | –  | Sempre sempre                 |
| 1987                                                       | „Libertà!”                     | 19 | –  | – | –  | 36 | –  | –  | Libertà!                      |
| 1988                                                       | „Makassar”                     | –  | –  | – | –  | –  | 20 | –  | Libertà!                      |
| 1988                                                       | „Fragile”                      | –  | –  | – | –  | 76 | –  | –  | Fragile                       |
| 1989                                                       | „Cara terra mia”               | 33 | –  | – | –  | –  | –  | –  | Fragile                       |
| 1989                                                       | „Donna”                        | –  | –  | – | –  | –  | –  | –  | Fragile                       |
| 1990                                                       | „Un’Altra Natale”              | –  | –  | – | –  | –  | –  | –  | Weichnachten bei Uns zu Hause |
| 1990                                                       | „Donna per amore”              | –  | –  | – | –  | 52 | 21 | –  | Fotografia di un momento      |
| 1990                                                       | „B.u.s.s.a. ancora”            | –  | –  | – | –  | –  | –  | –  | Fotografia di un momento      |
| 1990                                                       | „Fotografia”                   | –  | –  | – | –  | –  | –  | –  | Fotografia di un momento      |
| 1991                                                       | „Oggi sposi”                   | 14 | –  | – | –  | –  | –  | –  | –                             |
| 1991                                                       | „Vincerai”                     | –  | –  | – | 65 | –  | –  | –  | Vincerai                      |
| 1991                                                       | „Libertà!”                     | –  | –  | – | –  | –  | –  | –  | Vincerai                      |
| 1993                                                       | „Notte e giorno”               | –  | –  | – | –  | –  | –  | –  | Notte e Giorno                |
| 1993                                                       | „Il mondo degli angeli”        | –  | –  | – | –  | –  | –  | –  | Notte e Giorno                |
| 1993                                                       | „Domani domani”                | –  | –  | – | 72 | –  | –  | –  | Notte e Giorno                |
| 1993                                                       | „Torneremo a Venezia”          | –  | –  | – | –  | –  | –  | –  | Notte e Giorno                |
| 1993                                                       | „Sha-e-o”                      | –  | –  | – | –  | –  | –  | –  | Notte e Giorno                |
| 1995                                                       | „Emozionale”                   | –  | –  | – | –  | –  | –  | –  | Emozionale                    |
| 1995                                                       | „Na, na, na”                   | –  | –  | – | –  | –  | –  | –  | Emozionale                    |
| 1995                                                       | „Na, na, na”                   | –  | –  | – | –  | –  | –  | –  | Emozionale                    |
| 1995                                                       | „Impossibile”                  | –  | –  | – | –  | –  | –  | –  | Emozionale                    |
| 1996                                                       | „Ancora… zugabe”               | –  | –  | – | –  | –  | –  | –  | Ancora… zugabe                |
| 1996                                                       | „Anno 2000”                    | –  | –  | – | –  | –  | –  | –  | Ancora… zugabe                |
| 1997                                                       | „Ma il cuore no”               | –  | –  | – | –  | –  | –  | –  | Ancora… zugabe                |
| „–” oznacza, że album nie zajął żadnego miejsca na listach |                                |    |    |   |    |    |    |    |                               |

W języku francuskim
| 1976                                                       | „T’aimer encore une fois” | 2  | Des nuits entières | - Francja: 600 000 | - Francja: złota płyta   |
| 1976                                                       | „Des nuits entières”      | 4  | Des nuits entières | - Francja: 500 000 | - Francja: złota płyta   |
| 1977                                                       | „Enlacés sur le sable”    | 11 | -                  | - Francja: 325 000 | - Francja: srebrna płyta |
| 1979                                                       | „Et je suis à toi”        | –  | -                  | –                  | –                        |
| „–” oznacza, że album nie zajął żadnego miejsca na listach |                           |    |                    |                    |                          |

## Duety
Duety studyjne na albumach Ala Bano
| Rok  | Tytuł                                | Duet z             | Album                      |
| ---- | ------------------------------------ | ------------------ | -------------------------- |
| 1995 | „Na Na Na”                           | Paco de Lucía      | Emozionale                 |
| 1995 | „Cantico”                            | Montserrat Caballé | Emozionale                 |
| 2002 | „’O sole mio”                        | Enrico Caruso      | Carrisi canta Caruso       |
| 2008 | „Cercami”                            | Massimo Ferrarese  | Dai il Meglio di Te        |
| 2008 | „Ci Vorrebbe un Amico”               | Massimo Ferrarese  | Dai il Meglio di Te        |
| 2008 | „Città vuota”                        | Massimo Ferrarese  | Dai il Meglio di Te        |
| 2008 | „Come Saprei”                        | Massimo Ferrarese  | Dai il Meglio di Te        |
| 2008 | „Estate”                             | Massimo Ferrarese  | Dai il Meglio di Te        |
| 2008 | „L'Emozione non ha Voce”             | Massimo Ferrarese  | Dai il Meglio di Te        |
| 2008 | „Mi Manchi”                          | Massimo Ferrarese  | Dai il Meglio di Te        |
| 2008 | „Una Rotonda sul Mare”               | Massimo Ferrarese  | Dai il Meglio di Te        |
| 2008 | „Volare”                             | Massimo Ferrarese  | Dai il Meglio di Te        |
| 2008 | „Il Migliori anni della Nostra Vita” | Massimo Ferrarese  | Dai il Meglio di Te        |
| 2008 | „Dai il Meglio di Te”                | Massimo Ferrarese  | Dai il Meglio di Te        |
| 2010 | „Gente di Mare”                      | Umberto Tozzi      | The Great Italian Songbook |
| 2010 | „Il Volo”                            | Cristel Carrisi    | The Great Italian Songbook |
| 2010 | „Primavera In Anticipo”              | Katrin Lampe       | The Great Italian Songbook |
| 2010 | „L’Italiano”                         | Toto Cutugno       | The Great Italian Songbook |
| 2011 | „Lei C'è”                            | Giannis Ploutarhos | Dio Fones – Mia Psihi      |
| 2011 | „Io Mi Ricordo di Te”                | Giannis Ploutarhos | Dio Fones – Mia Psihi      |
| 2011 | „Bianca di Luna”                     | Giannis Ploutarhos | Dio Fones – Mia Psihi      |
| 2011 | „Μe Mia Matia”                       | Giannis Ploutarhos | Dio Fones – Mia Psihi      |
| 2011 | „Isole”                              | Giannis Ploutarhos | Dio Fones – Mia Psihi      |
| 2011 | „Bella”                              | Giannis Ploutarhos | Dio Fones – Mia Psihi      |
| 2011 | „Nel Sole”                           | Giannis Ploutarhos | Dio Fones – Mia Psihi      |
| 2011 | „Libertà”                            | Giannis Ploutarhos | Dio Fones – Mia Psihi      |
| 2011 | „L’Italiano”                         | Giannis Ploutarhos | Dio Fones – Mia Psihi      |

Duety studyjne na albumach innych artystów
| Rok  | Tytuł                                   | Duet z         | Album                                          |
| ---- | --------------------------------------- | -------------- | ---------------------------------------------- |
| 1999 | „Zuviel Nachte Ohne Dich (Io Di Notte)” | Milva          | Stark Sein                                     |
| 2004 | „Felicità”                              | Francine Jordi | Alles steht und fällt mit Dir (Sonder Edition) |
| 2006 | „Camindando por la Calle”               | Sandy Marton   | Camindando por la Calle (singel CD)            |
| 2008 | „Vieni a ballare in Puglia”             | Caparezza      | Le Dimensioni del Mio Caos                     |
| 2009 | „Domani 21.04.2009”                     | różni artyści  | Artisti Uniti per l’Abruzzo                    |
| 2013 | „Neden Yoksun”                          | Ömür Gedik     | İlk Kez Burada                                 |
| 2013 | „Libertà”                               | Ömür Gedik     | Neden Yoksun (singel CD)                       |

## Covery
Covery śpiewane przez Ala Bano
| Rok  | Tytuł                          | Wykonawca                 | Album                      | Rok  | Oryginalny tytuł                              | Oryginalny wykonawca                      | Album                                    |
| ---- | ------------------------------ | ------------------------- | -------------------------- | ---- | --------------------------------------------- | ----------------------------------------- | ---------------------------------------- |
| 1965 | „La Strada”                    | Al Bano                   | –                          | 1965 | „Across the Street (Is a Million Miles Away)” | Ray Peterson                              | –                                        |
| 1967 | „Io Lavoro”                    | Al Bano                   | Al Bano                    | 1967 | „We Gotta Get Out of This Place”              | The Animals                               | Animal Track                             |
| 1967 | „La Donna di un Amico mio”     | Al Bano                   | Al Bano                    | 1967 | „La Donna di un Amico mio”                    | Roberto Carlos                            | –                                        |
| 1968 | „Mattino”                      | Al Bano                   | Il Ragazzo che Sorride     | 1904 | „Mattinata”                                   | Enrico Caruso                             | –                                        |
| 1968 | „Core ’ngrato”                 | Al Bano                   | Il Ragazzo che Sorride     | 1911 | „Core ’ngrato”                                | Riccardo Cordiferro                       | –                                        |
| 1968 | „Tu che m’hai preso il cuor”   | Al Bano                   | Il Ragazzo che Sorride     | 1929 | „Tu che m’hai preso il cuor”                  | Franz Lehár                               | –                                        |
| 1969 | „Anema e core”                 | Al Bano                   | Pensando a te              | 1950 | „Anema e core”                                | Tito Schipa                               | –                                        |
| 1969 | „’O sole mio”                  | Al Bano                   | Pensando a te              | 1898 | „’O sole mio”                                 | Giovanni Capurro & Eduardo Cappua         | –                                        |
| 1970 | „Angeli Senza Paradiso”        | Al Bano                   | A Cavallo di due Stilli    | 1829 | „Serenade D957”                               | Franz Schubert                            | Schwanengesang                           |
| 1970 | „’O marenariello”              | Al Bano                   | A Cavallo di due Stilli    | 1893 | „’O marenariello”                             | Salvatore Gambardella & Gennaro Ottaviano | –                                        |
| 1970 | „Ave Maria”                    | Al Bano                   | A Cavallo di due Stilli    | 1825 | „Ellens dritter Gesang”                       | Franz Schubert                            | Fräulein vom See                         |
| 1970 | „’Na sera ’e maggio”           | Al Bano                   | A Cavallo di due Stilli    | 1937 | „'Na sera ’e maggio”                          | Gigi Pisano & Giuseppe Cioffi             | –                                        |
| 1970 | „Guapparia”                    | Al Bano                   | A Cavallo di due Stilli    | 1914 | „Guapparia”                                   | Libero Bovio                              | –                                        |
| 1970 | „Storia di noi due innamorati” | Al Bano & Romina Power    | A Cavallo di due Stilli    | 1952 | „Jeux interdits””                             | Narciso Yepes                             | Jeux interdits (ścieżka dźwiękowa)       |
| 1971 | „Mama Rosa”                    | Al Bano                   | 1972                       | 1970 | „Mama Rosa”                                   | Chris Farlowe                             | From Here to Mama Rosa                   |
| 1971 | „Vogliamoci Tanto Bene”        | Al Bano                   | 1972                       | 1959 | „Vogliamoci Tanto Bene”                       | Renato Rascel                             | Renato Rascel                            |
| 1974 | „E lucevan le stelle”          | Al Bano                   | Antologia                  | 1900 | „E lucevan le stelle”                         | Giacomo Puccini                           | Tosca                                    |
| 1974 | „E Furtiva Lagrima”            | Al Bano                   | Antologia                  | 1832 | „E Furtiva Lagrima”                           | Gaetano Donizetti                         | Tosca                                    |
| 1982 | „Abbandonati”                  | Al Bano & Romina Power    | Che angelo sei             | 1982 | „Akujo”                                       | Miyuki Nakajima                           | Kansuigyo                                |
| 1986 | „Andrea”                       | Al Bano & Romina Power    | Sempre sempre              | 1986 | „Andrea”                                      | Fabrizio De André                         | Rimini                                   |
| 1993 | „Atto d’Amore”                 | Al Bano & Romina Power    | Notte e Giorno             | 1990 | „Agüenta Coraçăo”                             | José Augusto                              | José Augusto                             |
| 1998 | „Senza Luce”                   | Al Bano                   | Il Nuovo Concerto          | 1967 | „A Whiter Shade of Pale”                      | Procol Harum                              | Procol Harum                             |
| 1998 | „Io che non Vivo”              | Al Bano                   | Il Nuovo Concerto          | 1965 | „Io che non Vivo”                             | Pino Donaggio                             | Pino Donaggio                            |
| 1998 | „Caruso”                       | Al Bano                   | Il Nuovo Concerto          | 1986 | „Caruso”                                      | Lucio Dalla                               | DallAmeriCaruso                          |
| 1999 | „Volare”                       | Al Bano                   | Volare                     | 1958 | „Nel blu dipinto di blu”                      | Domenico Modugno                          | La Strada dei Successi                   |
| 1999 | „Capri Fischer”                | Al Bano                   | Volare                     | 1943 | „Capri-Fischer”                               | Magda Hein                                | –                                        |
| 1999 | „Piccola e fragile”            | Al Bano                   | Volare                     | 1974 | „Piccola e fragile”                           | Drupi                                     | Drupi                                    |
| 1999 | „Il Ragazzo della via Gluck”   | Al Bano                   | Volare                     | 1966 | „Il Ragazzo della via Gluck”                  | Adriano Celentano                         | Il Ragazzo della via Gluck               |
| 1999 | „Per Chi”                      | Al Bano                   | Volare                     | 1971 | „Without You”                                 | Badfinger                                 | No Dice                                  |
| 1999 | „Piove (ciao, ciao bambina)”   | Al Bano                   | Volare                     | 1959 | „Piove (ciao, ciao bambina)”                  | Domenico Modugno                          | Domenico Modugno                         |
| 1999 | „Il Mondo”                     | Al Bano                   | Volare                     | 1965 | „Il Mondo”                                    | Jimmy Fontana                             | I bestsellers                            |
| 1999 | „Quando M'Innamoro”            | Al Bano                   | Volare                     | 1968 | „Quando M'Innamoro”                           | Anna Identici                             | Anna Identici                            |
| 1999 | „Non Ti Scordar di Me”         | Al Bano                   | Volare                     | 1935 | „Non Ti Scordar di Me”                        | Beniamino Gigli                           | –                                        |
| 1999 | „Minuetto”                     | Al Bano                   | Volare                     | 1973 | „Minuetto”                                    | Mia Martini                               | Il Giorni dopo                           |
| 1999 | „O surdato `nnammurato”        | Al Bano                   | Volare                     | 1915 | „O surdato `nnammurato”                       | Aniello Califano                          | –                                        |
| 1999 | „Quando Quando Quando”         | Al Bano                   | Volare                     | 1962 | „Quando Quando Quando”                        | Tony Renis                                | Quando Quando Quando                     |
| 1999 | „Azzurro”                      | Al Bano                   | Volare                     | 1968 | „Azzurro”                                     | Adriano Celentano                         | Azzurro                                  |
| 2000 | „Piazza Grande”                | Al Bano                   | Canto al Sole              | 1972 | „Piazza Grande”                               | Lucio Dalla                               | –                                        |
| 2001 | „Canto al Sole”                | Al Bano                   | Canto al Sole              | 2001 | „There You'll Be”                             | Faith Hill                                | There You'll Be                          |
| 2001 | „Lei”                          | Al Bano                   | Canto al Sole              | 1991 | „Jeder braucht nen kleinen Flugplatz”         | Roy Black                                 | Rosenzeit                                |
| 2001 | „Cos'è l'amore”                | Al Bano                   | Canto al Sole              | 1999 | „Dov’è l'amore”                               | Cher                                      | Believe                                  |
| 2001 | „Il Paradiso Dov'è”            | Al Bano                   | Canto al Sole              | 1989 | „Tell Me There’s a Heaven”                    | Chris Rea                                 | The Road to Hell                         |
| 2004 | „Che sarà”                     | Al Bano                   | La Mia Italia              | 1971 | „Che sarà”                                    | Ricchi e Poveri                           | Amici Miei                               |
| 2004 | „Un'Estate Italiana”           | Al Bano                   | La Mia Italia              | 1997 | Un'Estate Italiana                            | Gianna Nannini & Edoardo Bennato          | –                                        |
| 2004 | „Una Notte Speciale”           | Al Bano                   | La Mia Italia              | 1981 | „Una Notte Speciale”                          | Alice                                     | Alice                                    |
| 2004 | „Gloria”                       | Al Bano                   | La Mia Italia              | 1979 | „Gloria”                                      | Umberto Tozzi                             | Gloria                                   |
| 2004 | „Tu Sei L'Unica Donna per Me”  | Al Bano                   | La Mia Italia              | 1979 | „Tu Sei L'Unica Donna per Me”                 | Alan Sorrenti                             | L.A. & N.Y.                              |
| 2004 | „Senza una donna”              | Al Bano                   | La Mia Italia              | 1987 | „Senza una donna”                             | Zucchero                                  | Blue’s                                   |
| 2004 | „Musica è”                     | Al Bano                   | La Mia Italia              | 1987 | „Musica è”                                    | Eros Ramazzotti                           | Musica è                                 |
| 2004 | „Buona Sera Signorina”         | Al Bano                   | La Mia Italia              | 1958 | „Buona Sera Signorina”                        | Fred Buscaglione                          | Fred Buscaglione & i suoi Asternovas III |
| 2004 | „In Lui Vivrò”                 | Al Bano                   | Buon Natale                | 1779 | „Amazing Grace”                               | John Newton                               | –                                        |
| 2005 | „Vieni nel Sole”               | Al Bano                   | Le Radici del Cielo        | 2001 | „Ab In Den Süden”                             | Buddy vs DJ the Vave                      | –                                        |
| 2005 | „Bella Notte”                  | Al Bano                   | Buon Natale: Religio       | 2001 | „Bella Notte”                                 | Oliver Wallace                            | Lady and the Tramp (ścieżka dźwiękowa)   |
| 2010 | „Se Bastasse una Canzone”      | Al Bano                   | The Great Italian Songbook | 1990 | „Se Bastasse una Canzone”                     | Eros Ramazzotti                           | In Ogni Senso                            |
| 2010 | „Gente di Mare”                | Al Bano & Umberto Tozzi   | The Great Italian Songbook | 1987 | „Gente di Mare”                               | Umberto Tozzi & Raf                       | Invisibile                               |
| 2010 | „Il Volo”                      | Al Bano & Cristel Carrisi | The Great Italian Songbook | 1995 | „Il Volo”                                     | Zucchero                                  | Spirito DiVino                           |
| 2010 | „Ti Amo”                       | Al Bano                   | The Great Italian Songbook | 1977 | „Ti Amo”                                      | Umberto Tozzi                             | È nell'aria… ti amo è                    |
| 2010 | „Primavera in Anticipio”       | Al Bano & Katrin Lampe    | The Great Italian Songbook | 2008 | „Primavera in Anticipio”                      | Laura Pausini                             | Primavera in anticipo                    |
| 2010 | „Azzurro”                      | Al Bano                   | The Great Italian Songbook | 1968 | „Azzurro”                                     | Adriano Celentano                         | Azzurro                                  |
| 2010 | „L’Italiano”                   | Al Bano & Toto Cutugno    | The Great Italian Songbook | 1983 | „L’Italiano”                                  | Toto Cutugno                              | L’Italiano                               |
| 2010 | „Torneró”                      | Al Bano                   | The Great Italian Songbook | 1983 | „Torneró”                                     | I Santo California                        | Se Davvero mi Vuoi Bene… Tornerò         |
| 2012 | „Señora Mia”                   | Al Bano                   | Canta Italia               | 1975 | „Señora Mia”                                  | Sandro Giaccobe                           | El jardín prohibido                      |
| 2012 | „No Me Ames”                   | Al Bano                   | Canta Italia               | 1999 | „No Me Ames”                                  | Jennifer Lopez & Marc Anthony             | On the 6                                 |
| 2012 | „Será por Que Te Amo”          | Al Bano                   | Canta Italia               | 1981 | „Será por Que Te Amo”                         | Ricchi e Poveri                           | …E Penso a Te                            |
| 2012 | „Te Enamoreras”                | Al Bano                   | Canta Italia               | 1993 | „Te Enamoreras”                               | Marco Masini                              | Te Enamoreras                            |
| 2012 | „Tu vuò fà l’americano”        | Al Bano                   | Canta Italia               | 1956 | „Tu vuò fà l'americano”                       | Renato Carosone                           | Renato Carosone e il suo Sestetto        |
| 2012 | „Fratelli d’Italia”            | Al Bano                   | Fratelli d’Italia          | 1847 | „Fratelli d’Italia”                           | Goffredo Mameli & Michele Novaro          | –                                        |
| 2012 | „Margherita”                   | Al Bano                   | Fratelli d’Italia          | 1976 | „Margherita”                                  | Riccardo Cocciante                        | Concerto per Margherita                  |
| 2012 | „E Tu”                         | Al Bano                   | Fratelli d’Italia          | 1974 | „E Tu”                                        | Claudio Baglioni                          | E Tu…                                    |
| 2012 | „Solo Tu”                      | Al Bano                   | Fratelli d’Italia          | 1977 | „Solo Tu”                                     | Matia Bazar                               | Solo Tu                                  |
| 2012 | „Il Cuore è uno Zingaro”       | Al Bano                   | Fratelli d’Italia          | 1971 | „Il Cuore è uno Zingaro”                      | Nicola Di Bari                            | Nicola Di Bari                           |
| 2012 | „Un Anno D’Amore”              | Al Bano                   | Fratelli d’Italia          | 1964 | „Un Anno D’Amore”                             | Mina                                      | Mina                                     |
| 2012 | „In Ginocchio Da Te”           | Al Bano                   | Fratelli d’Italia          | 1964 | „In Ginocchio Da Te”                          | Gianni Morandi                            | Ritratto di Gianni                       |
| 2013 | „Come Sinfonia”                | Al Bano                   | Canta Sanremo              | 1970 | „Come Sinfonia”                               | Pino Donaggio                             | Come Sinfonia                            |
| 2013 | „Con Te Partirò”               | Al Bano                   | Canta Sanremo              | 1995 | „Con Te Partirò”                              | Andrea Bocelli                            | Andrea Bocelli                           |
| 2013 | „Come Saprei”                  | Al Bano                   | Canta Sanremo              | 1995 | „Come Saprei”                                 | Giorgia                                   | Come Thelma & Louise                     |
| 2013 | „Cambiare”                     | Al Bano                   | Canta Sanremo              | 1997 | „Cambiare”                                    | Alex Baroni                               | Alex Baroni                              |
| 2013 | „Perdere L’Amore”              | Al Bano                   | Canta Sanremo              | 1988 | „Perdere L’Amore”                             | Massimo Ranieri                           | Perdere L’Amore                          |